# 마이에 히데타카
마이에 히데타카(일본어: 真家 英嵩, 2003년 7월 28일~)는 일본의 축구 선수이다.

## 구단 경력
그는 2022년 J1리그의 가시와 레이솔에 입단했다. 2023년에 천황배 준우승. 2024년 8월 J3리그의 FC 류큐로 이적했다.